# Franciscus Smith
Franciscus Smith (Maarssen, 17 juli 1867 – Den Haag, 4 maart 1930) was een Nederlands officier, politicus en directeur.
Na zijn opleiding aan de Koninklijke Militaire Academie in Breda werd hij in 1888 benoemd tot tweede luitenant bij de artillerie. Hij werd vervolgens gestationeerd in Den Helder maar een jaar later keerde hij terug naar Breda waar hij naar de krijgsschool ging. Smith slaagde daar in 1890 voor het eindexamen en kort daarop werd hij benoemd tot adjudant bij de compagnieën in Den Helder. In 1893 volgde promotie tot eerste luitenant waarna hij gedetacheerd werd bij de landmacht in West-Indië. In die periode werd hij in Suriname commandant van het Fort Nieuw-Amsterdam. Bovendien werd hij belast met het beheer van telefoonlijnen. Daarnaast was hij meerdere keren tijdelijk belast met het waarnemen van de functie van districtscommissaris. Smith ging in 1901 terug naar Nederland waar hij later dat jaar met pensioen ging. Hij keerde terug maar Suriname en was vanaf 1903 enige tijd waarnemend districtscommissaris van Cottica en Boven Commewijne. Smith werd in 1907 beheerder van de plantage La Ressource. Bij tussentijdse verkiezingen in 1909 werd hij verkozen tot lid van de Koloniale Staten. In 1912 gaf hij het Statenlidmaatschap op vanwege zijn vertrek uit Suriname.
Hij werd directeur van de N.V. Exploitatie 'Louise Groeve' die zich bezighield met het delven en verkopen van bruinkool uit de Louisegroeve bij Sittard.
Smith overleed in 1930 op 62-jarige leeftijd.